# Tobias paraguayensis
Tobias paraguayensis là một loài nhện trong họ Thomisidae.
Loài này thuộc chi Tobias. Tobias paraguayensis được Cândido Firmino de Mello-Leitão miêu tả năm 1929.